# Junkers A 32
El Junkers A 32 era un avión de correo construido en forma de prototipo en Alemania a finales de la década de 1920, y más tarde desarrollado como un prototipo reconocimiento-bombardero bajo la denominación K 39. El diseño era un avión convencional de ala baja cantilever monoplano con tren de aterrizaje fijo. La construcción era de metal en todas partes, con carenado corrugado de duraluminio. Se proporcionaron tres cabinas de pilotaje abiertas en tándem; el tercer asiento estaba destinado desde el principio a acomodar a un artillero de cola para una versión militar de la aeronave. De hecho, la versión militarizada desarrollada en Suecia por AB Flygindustri incluía también una cuarta posición de tripulación, para un artillero de cola. Esta versión incluía dos ametralladoras gemelas incorporadas en el motor y una ametralladora entrenable para el artillero de cola.
Sólo se construyeron dos A 32, y el primer prototipo fue destruido en un accidente el 2 de noviembre de 1927 que mató al ingeniero de Junkers Karl Plauth. La plantilla del K 39 construida pudo haber sido modificada a partir del segundo prototipo. No hubo venta de la versión civil ni de la militar.

## Especificaciones (K 39)

### Características generales
- Tripulación: Cuatro: piloto, observador, artillero y bombardero.
- Longitud: 11,10 m (36 pies y 5 pulgadas)
- Envergadura: 17,8 m (58 ft 5 in)
- Altura: 3,38 m (11 pies 1 pulgada)
- Área del ala: 40,0 m² (430 ft²)
- Peso en vacío: 2150 kg (4730 lb)
- Peso bruto: 3480 kg (7660 lb)
- Motor: Uno tipo Junkers L55, 447 kW (600 CV)

### Otros datos
- Velocidad máxima: 230 km/h (140 mph)
- Alcance: 830 km (520 millas)

## Armamento
- Dos ametralladoras fijas, delanteras
- Una ametralladora de tiro hacia atrás entrenable
- 100 kg de bombas (220 lb)